# Cosme Pacheco
Cosme Pacheco (Quiquijana, Cusco, 1802 o 1803-Cusco, 1851(?)) fue un Teniente Coronel peruano durante la Guerra de Emancipación y las revoluciones y guerras del Perú en la primera mitad del siglo XIX. Formó parte de la Caballería del Ejército del Perú en el Regimiento Húsares de Junín y los Lanceros del Cusco. Participó en la campaña de la Independencia del Perú, de 1821 a 1825. Fue condecorado con las medallas de las Batallas de Junín y Ayacucho. Posteriormente participó en las campañas del Sur del Perú, del Alto Perú y Bolivia entre 1825 y 1828. Retirado de la vida militar activa, fue reincorporado al servicio en 1835 a pedido de la Suprema Junta de Gobierno Provisorio de la República del Perú. Tuvo activa participación en las revoluciones y guerras civiles de su país, colaborando con los principales actores que respaldaban a la autoridad legítima del Perú independiente, como emisario y pacificador de la Sierra Central del país. Falleció en su natal Cusco de causas desconocidas, presumiblemente alrededor de 1851.

## Biografía
Se desconoce la existencia de documentos que muestren su ascendencia y su fecha de nacimiento con exactitud. Este ocurre entre 1802 y 1803, determinado en base en la información que se consigna en su único retrato existente (ver información en el retrato por José Gil de Castro a la derecha). Allí se menciona que tenía 28 años cumplidos al 27 de septiembre de 1831.
Según una transcripción de su hoja de servicio de 1924, ingresó al Ejército Libertador como Alférez, el 2 de enero de 1821. Fue inicialmente destacado al Escuadrón Abtao por poco más de 2 meses y luego como escolta del entonces Prefecto de Lima General José de Riva-Agüero por 1 año y 7 meses. El 1 de noviembre de 1821 es ascendido a Teniente y se incorpora al Primer Escuadrón del Regimiento Húsares del Perú. Allí coincidió con el Teniente Coronel Isidoro Suárez, comandante del mismo, José Andrés Rázuri, Ayudante Mayor y con el entonces Capitán Domingo Nieto, quienes se encontraban entre los mandos y oficiales de dicho escuadrón.
Durante la Batalla de Junín, es dicho escuadrón el que inicia la reversión de la derrota inicialmente infligida por los realistas. Liderados por el General José de Canterac en persona, los españoles cargaron a la caballería independentista que se encontraba desubicada para batalla en el campo, arremetiendo contra los Granaderos de Colombia, hiriendo y capturando al comandante en jefe de la caballería patriota, General Mariano Necochea. Los españoles ya tocaban clarinadas de festejo de lo que les parecía ser una inminente victoria. El Primer Escuadrón de los Húsares del Perú aún no entraba en combate ya que se había desplazado por una quebrada para llegar al campo de batalla. Esperando por órdenes en la entrada de una colina, el escuadrón pasaba inadvertido para la caballería realista.  A la orden del Teniente Coronel Suárez, el Teniente Cosme Pacheco y el escuadrón entero, cargaron contra la retaguardia de los realistas, quienes se encontraban dispersos a la carga frontal del resto de la caballería patriota, en desorden. La embestida del Primer Escuadrón se originó por una falsa orden de carga contra la caballería realista, presuntamente dada por el General José de la Mar y comunicada por el Mayor Rázuri al Teniente Coronel Suárez. El ataque encontró a los españoles dispersos y desorganizados, tomándolos completamente por sorpresa y viéndose entonces atrapados entre dos frentes de caballería patriota. Esto animó el retorno a la refriega del grueso de la caballería patriota al mando del General Guillermo Miller, ocasionando una aplastante derrota realista en los campos de Junín. El reconociendo de Bolívar al coraje de los Húsares del Perú en dicho campo de batalla, determinó su cambio de nombre a Húsares de Junín
El 3 de diciembre de 1824, seis días antes de la Batalla de Ayacucho, Cosme Pacheco es ascendido al grado de Capitán. Con el Primer Escuadrón del regimiento, rebautizado a Húsares de Junín, participó en la victoria independentista contra las fuerzas del Virrey José de la Serna, quien luego de la batalla en la que fue herido de gravedad, capituló el dominio español, permitiéndosele regresar a España. A pesar de la valerosa participación de muchos patriotas en ambas batalles, las que finalizaron el dominio español en el Perú y en Sudamérica, ni se buscó ni se tuvo inmediato reconocimiento. No fue hasta el 18 de septiembre de 1829 que el Gobierno del Perú, encabezado por el Mariscal Agustín Gamarra, promulga un decreto reconociendo su sacrificio y entrega, junto a la de los que lucharon en la Pampa de Junín.

EL CIUDADANO AGUSTÍN GAMARRA
GRAN MARISCAL DE LOS EJÉRCITOS NACIONALES Y PRESIDENTE PROVISORIO DE LA REPÚBLICA
Debiendo transmitirse a las generaciones remotas de la gran familia americana, la memoria de los campeones de su libertad, que en medio de la incertidumbre, arrostrando peligros y privaciones, prefijaron[sic] en los campos de Junín, el 6 de agosto de 1824, la suerte futura del nuevo mundo, en conformidad con la facultad concedida por el congreso general constituyente, en su decreto del 29 de marzo, y del que en consecuencia expidió el gobierno el 18 de septiembre del año próximo pasado, designando la medalla de oro con que deben distinguirse los bravos que concurrieron a aquella memorable jornada: he venido en conceder el uso de ella, al Capitán de Caballería don Cosme Pacheco, para que la lleve consigo, y la muestre con noble orgullo, que tuvo la gloria de destruir la principal fuerza del ejército español, y el prestigio en que apoyaba su dominación.
Ángel Vega Enríquez

Cosme Pacheco solicita su baja de los Húsares de Junín el 10 de septiembre de 1825. Pasó a formar parte de la Cuarta Compañía del Escuadrón de Lanceros del Cusco, de la que se convirtió en su capitán el 17 de diciembre de 1828. El 8 de agosto de 1831 ascendió a Sargento Mayor de Caballería. Su hoja de servicios consigna 11 años, 4 meses y 4 días hasta el 12 de mayo de 1832. Durante la Guerra civil peruana de 1834 sirvió en el bando del Presidente Orbegoso, al mando del General Guillermo Miller. Durante dicho enfrentamiento, tuvo una destacada participación en la Batalla de Huaylacucho en la Provincia de Huancavelica, el 17 de abril de 1834. En esa batalla, el Sargento Mayor Pacheco estuvo al mando de un contingente de 12 lanceros. Por orden directa del General Miller, fue encargado de proteger a las tropas y municiones de ser capturadas por la facción enemiga, comandado por el General José Rufino Echenique. Esto consta en los reportes del General Francisco de Paula Otero.

Los informes expedidos en términos elogiosos para el recurrente, versan sobre el hecho de que en los momentos de haberse dispersado todo el ejército nuestro, se encontró inmediato al pueblo, custodiando a todo el parque con doce lanceros que se le confiaron, habiéndolo[sic] salvado sin otro apoyo, de haber caído en poder del enemigo. Así mismo por esa circunstancia, las municiones defendidas sirvieron para alentar a las tropas que se hallaban en la última posición, sin pertrechos, habiendo por el contrario logrado reunir a los dispersos que marchaban errantes con los que se reconstituyó[sic] un cuerpo que resistió la carga del enemigo, y proteger las demás compañías que se creían perdidas...
[párrafos omitidos]
...manifestando que por orden del General Miller, el recurrente cubrió la retaguardia de nuestro ejército, que hacia ya su retirada en orden, hacia el pueblo de Huando, evitando el peligro que amagaba, y habiéndolo[sic] entregado el piquete que le encomendó, en las alturas de Huailacuchu[sic].
Ángel Vega Enríquez

Posteriormente, colaboró con el General Domingo Nieto en su labor de pacificador durante las revueltas político-militares que se sucedieron en el Perú entre los años 1830 y 1850. Al parecer, desde sus campañas con los Húsares de Junín, Cosme Pacheco, como Teniente, habría formado una relación amical con el entonces Capitán Nieto, a cuyas órdenes había servido, según la cadena de comando. Contando entonces con su plena confianza, a inicios de 1834 fue emisario del General Nieto ante el Presidente Provisional del Perú, Luis José de Orbegoso, para convenir los planes de defensa de Nieto para la Provincia de Ayacucho, entonces envuelta en sublevaciones militares como el resto del país. En la misiva que el General Nieto le dirige al Presidente Orbegoso, este le expresa la disposición del Comandante Pacheco por la causa pacificadora.  

Excelentísimo señor presidente provisional de la República
14 de enero de 1834
Excelentísimo señor:
[párrafos omitidos]
En cuanto al departamento de Ayacucho, acontecimientos recientes nos han dado a conocer que allí hay hombres libres y aun soldados patriotas que ven con dolor la ignominiosa conducta de sus compañeros de armas.                                                                         
Vuestra excelencia verá por esta rápida comunicación mi plan de defensa, que en toda su extensión no puedo comunicar a vuestra excelencia por la necesidad que hay de no confiarlo[sic] al papel hasta no tener comunicaciones seguras de vuestra excelencia. El comandante Pacheco, de toda mi confianza, es quien lleva esta comunicación, y este activo y heroico soldado pondrá a vuestra excelencia informes verbales más extensos sobre todos estos acontecimientos.
[párrafos omitidos]

Domingo Nieto
Carmen McEvoy

Fue reincorporado al servicio como Teniente Coronel, con efectividad al 15 de julio de 1835. La reincorporación se da a pedido de la Suprema Junta de Gobierno Provisorio de la República del Perú, presidida por el mismo Luis José Orbegoso.

REPÚBLICA PERUANA

LA JUNTA SUPREMA DE GOBIERNO PROVISORIO DE LA REPÚBLICA
Atendiendo al mérito y servicios del Teniente Coronel de Caballería D. Cosme Pacheco.
A nombre del Supremo Poder Ejecutivo Nacional, ha venido[sic] en revalidarle el despacho de tal Teniente Coronel efectivo de la misma arma, como llamado nuevamente al servicio, y con antigüedad de 15 de julio de 1935.
Por tanto: ordena y manda le hayan y reconozcan por tal, guardándole y haciéndole guardar todas las distinciones y preeminencias que por este título le corresponden. Para lo cual se expide el presente, firmado

[rúbrica ilegible]
Ángel Vega Enríquez

Su colaboración y amistad con el ya por entonces Mariscal Nieto se prolongó por varias décadas, siempre destacado en las Provincias de la Sierra Central del Perú. Existe correspondencia que Nieto le dirige personalmente, donde se discuten asuntos de la pacificación de esa parte del país en tiempos de inestabilidad política y militar. Una carta, fechada en noviembre de 1842, ofrece alguna información de la labor que desempeñaba entonces, al parecer ya alejado de la vida militar. Como consigna el reproductor de la misiva original, ésta estaría incompleta y sólo existe lo que parece ser la última página de la misma.

[Se lee en lo alto de la página "Continuación"]

[párrafos supuestamente perdidos]
Señor don Cosme Pacheco
Noviembre de 1842
Sí, mi amigo, hemos trabajado por la patria como soldados; nos resta hacerlo como buenos ciudadanos. Usted, como nosotros, está
también obligado por su parte a procurar la mantención del orden y tranquilidad, sin los cuales no habremos hecho más que sufrir sin reportar la única ventaja deseable: el bien real del Perú.
Arreglados estos departamentos, creo que marcharé por aquellos: allí nos veremos, y, entretanto, consérvese bueno y mande a su amigo.

Domingo Nieto
Carmen McEvoy

Durante un periodo de tiempo indeterminado, probablemente desde alrededor de la última correspondencia con el Mariscal Nieto y previo a su muerte, Cosme Pacheco fue Sub-Prefecto de la Provincia de Cotabambas, hoy parte del Departamento de Apurímac en la Sierra Central del Perú. Fallece en fecha desconocida, presumiblemente alrededor de 1851. Esto último se podría evidenciar por la resolución legislativa de reconocimiento de licencia de matrimonio previo, expedida por el Congreso de la República del Perú a favor de su viuda, Manuela Arrambide, con el fin de que ella goce del beneficio de montepío o pensión de viudez. Dicho reconocimiento fue expedido el 3 de octubre de 1851. Fue enterrado con honores militares en el Cementerio General de la Almudena en Cusco.
A principios de 1953 se generaron sendas iniciativas para reconocer la participación del Teniente Coronel Cosme Pacheco, tanto en Independencia como en la iniciación republicana del Perú. El 2 de enero, se debatió en la Cámara de Senadores de la República del Perú la propuesta de La Municipalidad del Cusco solicitando al Ministerio de Guerra del Perú el traslado de sus restos al Panteón de los Próceres en Lima..El 22 de enero del mismo año, se debatió el pedido del senador por el Departamento de Cusco, Dr. Francisco Tamayo, para su reconocimiento como Prócer de la Independencia del Perú.

## Campañas y Batallas
- Campaña de Ica en 1822 con el General Domingo Tristán.
- Batalla de Mamacona, el 7 de abril de 1822.
- Campaña del Sur en 1823 con el General Antonio José de Sucre.
- Sorpresa de Azapa en Arica el 16 de junio de 1823.
- Campaña de Intermedios en 1823 con el General Guillermo Miller.
- Campañas del Ejército Unido en 1824, también con el General Sucre.
- Batalla de Junín, el 6 de agosto de 1824.
- Batalla de Ayacucho, el 9 de diciembre de 1824.
- Campaña del Alto Perú en 1825.
- Campaña de Bolivia en 1828 con el General Agustín Gamarra.
- Batalla de Huaylacucho en Huancavelica, el 17 de abril de 1834.

## Distinciones
- Medalla de Junín
- Medalla de Ayacucho
- Reconocimiento de sacrificio y valor, Agustín Gamarra, Presidente Provisorio del Perú.